# Maishi (köpinghuvudort i Kina, Hubei Sheng, lat 29,17, long 113,96)
Maishi (kinesiska: 麦市, 麦市镇) är en köpinghuvudort i Kina. Den ligger i provinsen Hubei, i den centrala delen av landet, omkring 160 kilometer söder om provinshuvudstaden Wuhan. Antalet invånare är 28 008. Befolkningen består av 13 711 kvinnor och 14 297 män. Barn under 15 år utgör 17,0 %, vuxna 15-64 år 72 %, och äldre över 65 år 10,0 %.
Runt Maishi är det ganska tätbefolkat, med 160 invånare per kvadratkilometer. Närmaste större samhälle är Guandao, 7,6 km nordväst om Maishi. I omgivningarna runt Maishi växer i huvudsak blandskog.
Genomsnittlig årsnederbörd är 2 181 millimeter. Den regnigaste månaden är maj, med i genomsnitt 349 mm nederbörd, och den torraste är januari, med 56 mm nederbörd.